# North Hyde (Dakota del Sur)
North Hyde es un territorio no organizado ubicado en el condado de Hyde en el estado estadounidense de Dakota del Sur. En el Censo de 2010 tenía una población de 115 habitantes y una densidad poblacional de 0,18 personas por km².

## Geografía
North Hyde se encuentra ubicado en las coordenadas 44°47′43″N 99°28′51″O / 44.79528, -99.48083. Según la Oficina del Censo de los Estados Unidos, North Hyde tiene una superficie total de 639.08 km², de la cual 634.9 km² corresponden a tierra firme y (0.65%) 4.18 km² es agua.

## Demografía
Según el censo de 2010, había 115 personas residiendo en North Hyde. La densidad de población era de 0,18 hab./km². De los 115 habitantes, North Hyde estaba compuesto por el 99.13% blancos, el 0% eran afroamericanos, el 0.87% eran amerindios, el 0% eran asiáticos, el 0% eran isleños del Pacífico, el 0% eran de otras razas y el 0% pertenecían a dos o más razas. Del total de la población el 0% eran hispanos o latinos de cualquier raza.